# Wołczyn (gemeente)
De gemeente Wołczyn is een stad- en landgemeente in het Poolse woiwodschap Opole, in powiat Kluczborski.
De zetel van de gemeente is in Wołczyn.
Op 30 juni 2004 telde de gemeente 14 577 inwoners.

## Oppervlakte gegevens
In 2002 bedroeg de totale oppervlakte van gemeente Wołczyn 240,86 km², waarvan:
- agrarisch gebied: 65%
- bossen: 28%

De gemeente beslaat 28,28% van de totale oppervlakte van de powiat.

## Demografie
Stand op 30 juni 2004:
| Omschrijving                   | Totaal | Totaal | Vrouwen | Vrouwen | Mannen | Mannen |
| ------------------------------ | ------ | ------ | ------- | ------- | ------ | ------ |
| eenheid                        | aantal | %      | aantal  | %       | aantal | %      |
| inwoners                       | 14 577 | 100    | 7357    | 50,5    | 7220   | 49,5   |
| bevolkingsdichtheid (inw./km²) | 60,5   | 60,5   | 30,5    | 30,5    | 30     | 30     |

In 2002 bedroeg het gemiddelde inkomen per inwoner 1223 zł.

## Administratieve plaatsen (sołectwo)
Bruny, Brynica, Brzezinki, Duczów Mały en Duczów Wielki (wspólne sołectwo), Gierałcice, Komorzno, Krzywiczyny, Ligota Wołczyńska, Markotów Mały, Markotów Duży, Rożnów, Skałągi, Szum, Szymonków, Świniary Małe, Świniary Wielkie, Wąsice, Wierzchy, Wierzbica Dolna, Wierzbica Górna.
Zonder de status sołectwo : Szklarnia Szymonkowska

## Aangrenzende gemeenten
Byczyna, Domaszowice, Kluczbork, Murów, Pokój, Rychtal, Trzcinica